# Route 327 (Québec)
Pour les articles homonymes, voir Route 327.
La route 327 (R-327) est une route régionale québécoise d'orientation nord / sud située sur la rive nord du fleuve Saint-Laurent. Elle dessert la région administrative des Laurentides.

## Tracé
La route 327 débute à Saint-André-d'Argenteuil à la jonction de la route 344 et, après avoir sillonné les montagnes des Basses-Laurentides, se termine dans la municipalité de Mont-Tremblant où elle croise trois autres routes à un carrefour giratoire non loin du centre de ski Tremblant.

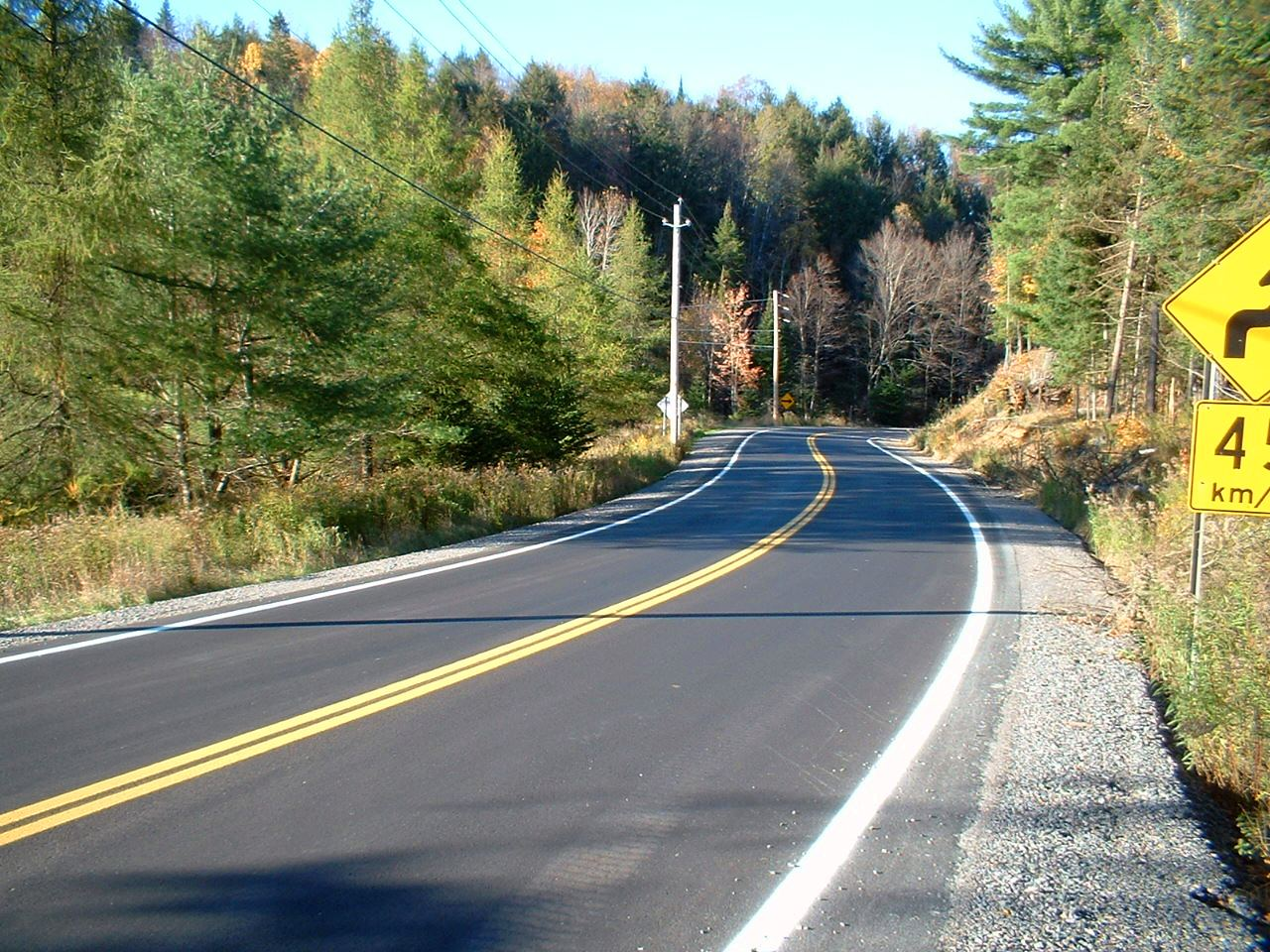
La route 327 à Harrington.
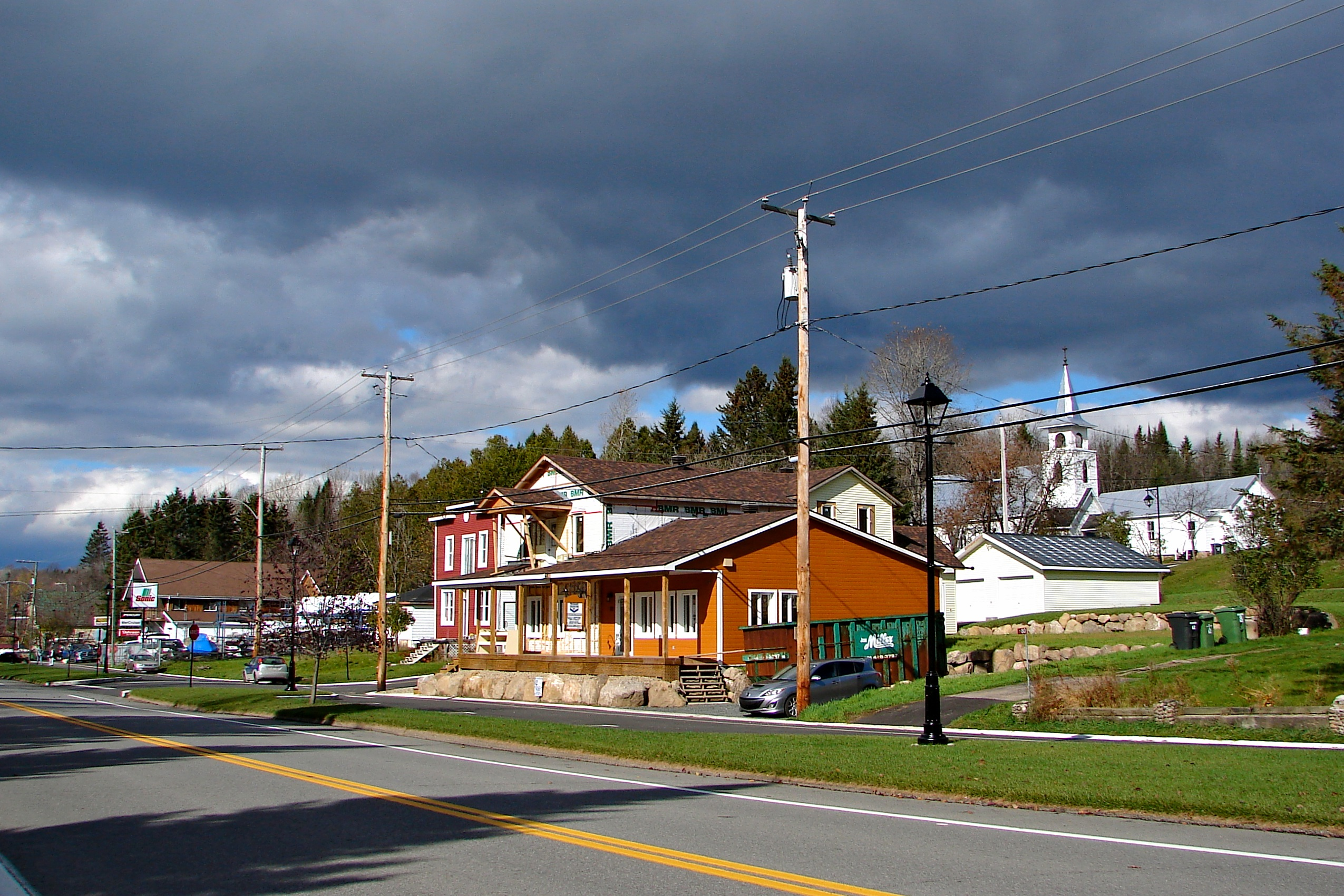
La route du Lac-Rond à Weir.
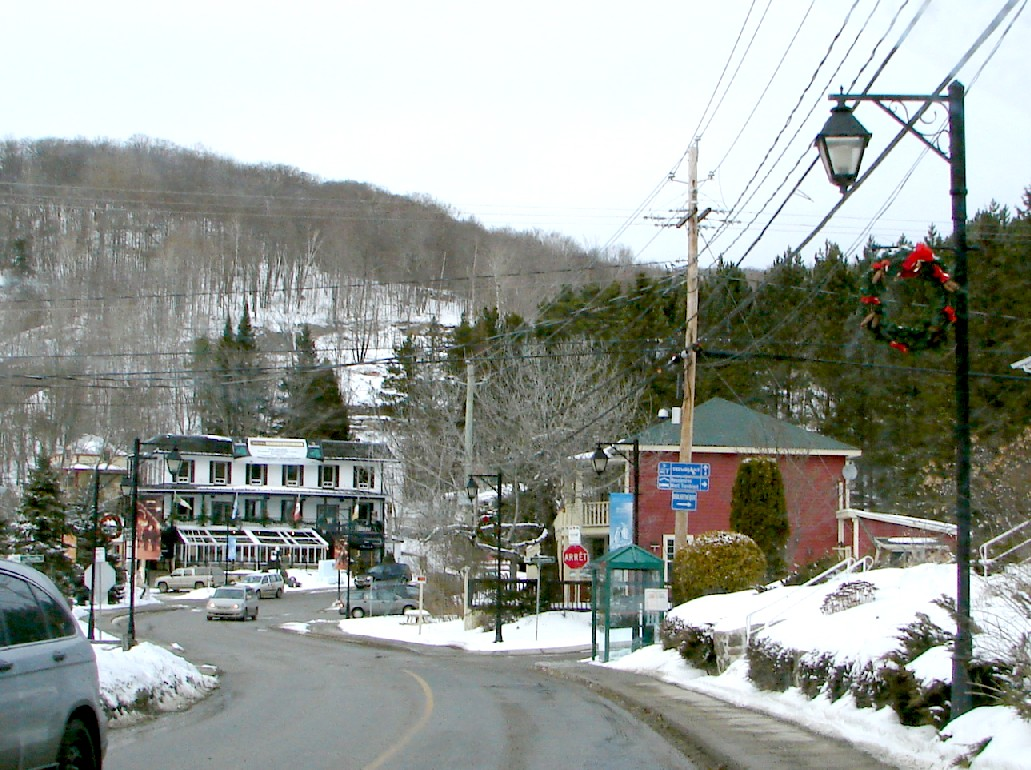
Chemin du village à Mont-Tremblant.

## Localités traversées (du sud au nord)
Liste des municipalités dont le territoire est traversé par la route 327, regroupées par municipalité régionale de comté.

### Laurentides
Argenteuil
- Saint-André-d'Argenteuil
- Lachute
- Brownsburg-Chatham
- Grenville-sur-la-Rouge
- Harrington

Les Laurentides
- Montcalm
- Arundel
- Mont-Tremblant

## Intersections majeures
| MRC                                           | Municipalité             | km     | Destinations                                                                                         | Notes                                    |
| --------------------------------------------- | ------------------------ | ------ | --- | ---------------------------------------- |
| Argenteuil                                    | Saint-André-d'Argenteuil | 0,00   | R-344 – Carillon, Grenville, Saint-Placide                                                           | R-327 sud devient R-148 ouest            |
| Argenteuil                                    | Lachute                  | 7,10   | A-50 – Gatineau, Mirabel, Montréal                                                                   | Sortie 258 de l'A-50                     |
| Argenteuil                                    | Lachute                  | 11,00  | R-148 est – Saint-Jérôme                                                                             | Terminus sud du multiplex avec la R-148  |
| Argenteuil                                    | Lachute                  | 11,10  | R-148 ouest – Gatineau                                                                               | Terminus nord du multiplex avec la R-148 |
| Les Laurentides                               | Montcalm                 | 60,90  | R-364 est – Saint-Sauveur, Morin-Heights                                                             | Terminus sud du multiplex avec la R-364  |
| Les Laurentides                               | Arundel                  | 68,30  | R-364 ouest – Huberdeau                                                                              | Terminus nord du multiplex avec la R-364 |
| Les Laurentides                               | Mont-Tremblant           | 86,80  | R-117 – Sainte-Agathe-des-Monts, Mont-Laurier                                                        | Sortie 116 de la R-117                   |
| Les Laurentides                               | Mont-Tremblant           | 94,70  | Montée Ryan vers R-117 – Montréal, Lac-Supérieur, Parc national du Mont-Tremblant                    | Carrefour giratoire                      |
| Les Laurentides                               | Mont-Tremblant           | 102,00 | Chemin Duplessis / Montée Ryan vers R-117 – Montréal, Lac-Supérieur, Parc national du Mont-Tremblant | Carrefour giratoire                      |
| - Terminus de multiplex - Transition de route |                          |        | |                                          |